# Angioma estelar
Angiomas estelares ou angiomas de aranha são um tipo de telangiectasia (dilatação patológica dos vasos periféricos). Estes angiomas formam-se imediatamente por baixo da superfície da pele e geralmente consistem num ponto vermelho ao centro, do qual irradiam extensões avermelhadas de forma semelhante a uma teia de aranha. São bastante comuns e geralmente benignos, estando presentes em cerca de 10-15% dos adultos e crianças saudáveis. No entanto, a presença de mais de três angiomas estelares no corpo pode ser um sinal de doenças do fígado ou varizes esofágicas.